# Parc de Serguievka
Le parc de Serguievka (Сергиевка) est un parc de 110 hectares entourant le palais Leuchtenberg à côté de Peterhof, près de Saint-Pétersbourg en Russie. Il faisait autrefois partie du domaine du même nom du duc Maximilien de Leuchtenberg et de la duchesse, née Marie Nikolaïevna de Russie, fille de l'empereur Nicolas Ier. Il fait partie du patrimoine mondial protégé par l'UNESCO au sein du bien intitulé « Centre historique de Saint-Pétersbourg et ensembles monumentaux annexes ».

## Historique

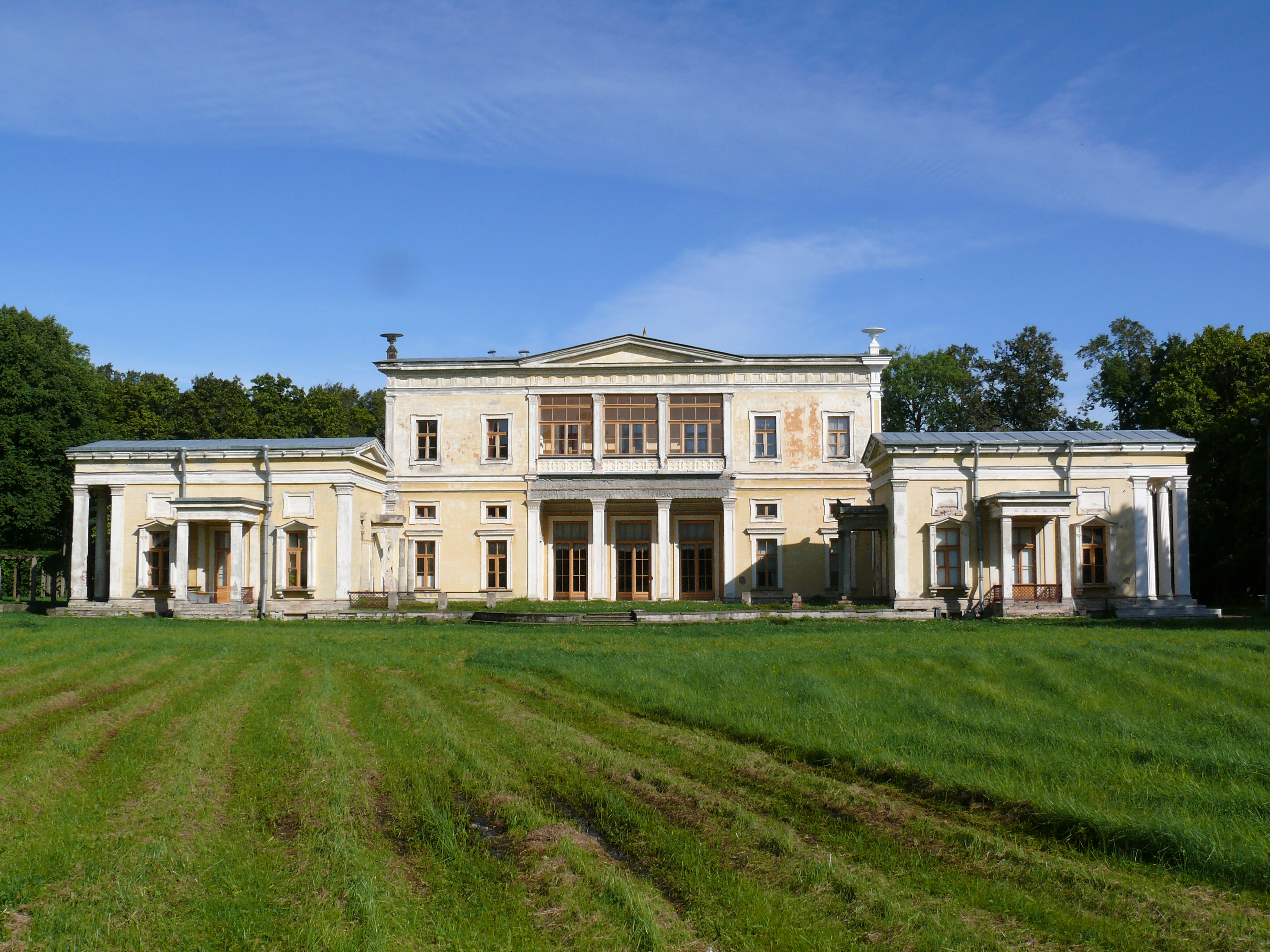
Façade sud du palais Leuchtenberg.

Le domaine appartient au début du XVIIIe siècle à un diplomate de Pierre le Grand, le boyard Alexandre Roumiantsev. Son fils, le comte Roumiantsev, maréchal-de-camp de l'Empire, en hérite. Le domaine est baptisé du nom de son fils, Serge (1755-1838) (Sergueï en russe moderne, Sergui en russe ancien).
Les descendants vendent le domaine en 1822 au prince Narychkine qui aménage un grand parc avec des fabriques et des pavillons, ainsi qu'une datcha, grande maison de campagne que l'empereur Nicolas vient visiter. Il en fait l'acquisition ensuite pour sa fille lors de son mariage avec le duc de Leuchtenberg.
Andreï Stackenschneider, qui avait construit le palais Marie du jeune ménage à Saint-Pétersbourg, est chargé de leur construire une résidence d'été au nord-ouest du parc, le palais Leuchtenberg. Il construit aussi des communs, la maison du chambellan et, en 1845-1846, une chapelle, dite la chapelle de marbre. Le tout est édifié en style néoclassique dit style Empire, en russe.
Le parc est aménagé aussi au milieu du XIXe siècle et l'on y sculpte des bancs de granite avec les blocs nombreux de l'endroit, ainsi que des figures de pierre. Le parc est nationalisé après la révolution d'Octobre et devient en 1921 parc protégé par décision du soviet des commissaires du peuple de la république socialiste fédérative soviétique de Russie, qui le donne à l'institut de biologie de l'université de Léningrad. Des bâtiments universitaires sont construits.
Serguievka se trouve en pleine ligne de front pendant la Grande Guerre patriotique (nom que donnent les Russes au front de l'est de la Seconde Guerre mondiale). Il n'est pas occupé par la Wehrmacht qui se trouve à quelques kilomètres, mais fait partie de la poche d'Oranienbaum tenue par l'Armée rouge. Le parc et le château souffrent gravement de dommages. L'ensemble est restauré en 1965 par l'architecte soviétique V.I. Seidemann, qui restaure entre autres les façades, puis K.D. Agapova réhabilite le parc à partir de 1969.

## Description
Le parc de 110 hectares s'étend au nord jusqu'aux rives du golfe de Finlande. Il est parsemé de petits lacs et d'étangs et traversé par deux petites rivières entre des ravins relativement profonds, le tout avec des ponts et des passerelles. Les deux rivières se réunissent vers le parc d'Orianenbaum.
Le parc est couvert de bois. Selon l'institut de biologie, 250 types de plantes vasculaires s'y trouvent ainsi que 185 sortes d'oiseaux et 35 sortes de mammifères.

## Espèces rares
- Champignons :
  - Xerocomus badius, bolet bai
  - Mutinus caninus,
- Oiseaux : 
  - Picus viridis (Linnaeus, 1758), pic vert
  - Dendrocopos leucotos (Bechstein, 1803), pic à dos blanc
  - Locustella nævia (Boddaert, 1783), locustelle tachetée
  - Botaurus stellaris (Linnaeus, 1758), butor étoilé
  - Cygnus cygnus (Linnaeus, 1758), cygne chanteur
  - Cygnus bewickii (Yarrell, 1830), cygne de Bewick
  - Sterna albifrons (Pallas, 1764), sterne naine
  - Picoides tridactylus (Linnaeus, 1758), pic tridactyle
- Mammifères :
  - Myotis dasycneme, murin des marais
  - Myotis brandti, murin de Brandt
  - Nyctalus noctula, noctule commune
  - Vespertilio murinus, sérotine bicolore
  - Micromys minutus, souris des moissons
  - Microtus œconomus, campagnol de la toundra

## Source
- (ru) Cet article est partiellement ou en totalité issu de l’article de Wikipédia en russe intitulé « Сергиевка (дворцово-парковый ансамбль) » (voir la liste des auteurs).